# 2-羟氨基乙酸
2-羟氨基乙酸（也称N-羟基甘氨酸）是一种有机化合物，化学式为C2H5NO3。它可由2-溴乙酸和羟胺在乙醇中于室温反应得到。它和丙烯酸在三乙胺的存在下于甲醇中反应，得到N-羧甲基-N-羟基-β-丙氨酸。